# Stadio Hristo Botev (Plovdiv)
Lo stadio Hristo Botev (in bulgaro Стадион „Христо Ботев“) è uno stadio di calcio situato a Plovdiv, in Bulgaria. È stato inaugurato il 14 maggio 1961. Ha una capacità di circa diciottomila posti, sebbene negli anni sessanta poteva contenere 40 000 spettatori.